# مارگارت باندفیلد
مارگارت باندفیلد (به انگلیسی: Margaret Bondfield) (۱۷ مارس ۱۸۷۳—۱۶ ژوئن ۱۹۵۳) سیاستمدار حزب کارگر، فمینیست انگلیسی و نخستین وزیر زن در کابینه وزارت بریتانیا بود.
مارگارت در ۱۴ سالگی در شرایط بسیار سختی به عنوان کارآموز پرچم سازی مشغول بکار شد و در سال ۱۹۰۴ در پایه‌گذاری بنیاد ملی زنان کارگر شرکت کرد. وی یکی از حامیان حق رأی زنان بود که در نهایت در سال ۱۹۱۸ این حق برای زنان شناخته شد.
مارگارت باندفیلد مخالف جنگ و یکی از طرفداران صلح در دوران جنگ جهانی اول بود.